# Cystomastax minor
Cystomastax minor is een vliesvleugelig insect uit de familie schildwespen (Braconidae). De wetenschappelijke naam van de soort werd in 1906 gepubliceerd door Gyözö Viktor Szepligeti.